# Pianura della Tessaglia

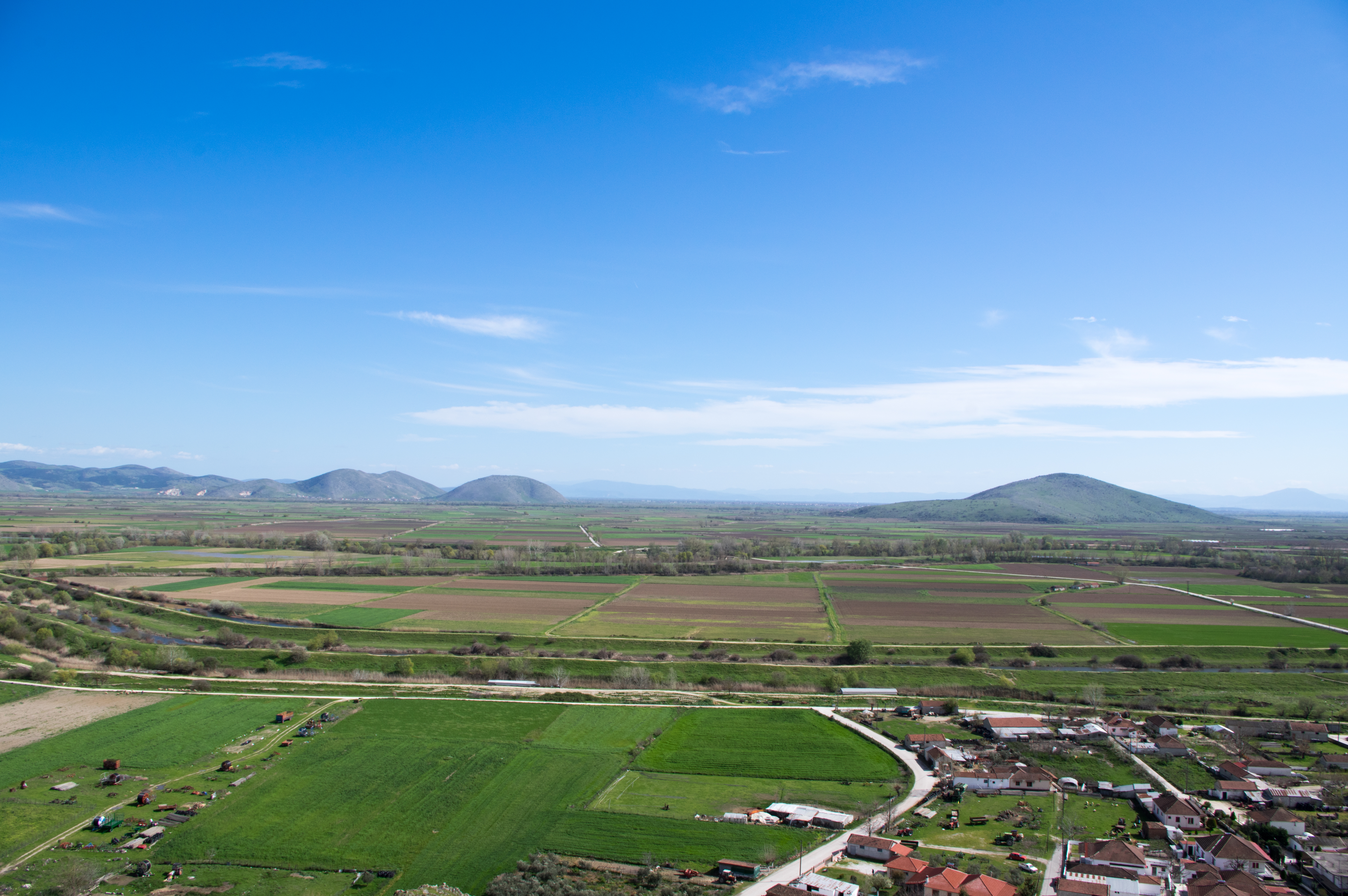
Foto della pianura della Tessaglia oggi

La pianura della Tessaglia (in greco Θεσσαλική πεδιάδα, Θεσσαλικός κάμπος?) è la caratteristica geografica dominante della regione greca della Tessaglia.
La pianura è formata dal fiume Pineios e dai suoi affluenti ed è circondata da montagne: la catena montuosa del Pindo a ovest, che separa la Tessaglia dall'Epiro; il monte Otri e i suoi rilievi a sud; Monte Pelio a est; Monte Ossa e Monte Olimpo a nord-est, con il passo della Valle di Tempe che conduce alla Macedonia; e le montagne di Chasia e Kamvounia a nord.
La pianura era estremamente fertile e fino all'inizio del XX secolo l'area era un granaio per la Grecia. L'esistenza della pianura rendeva inoltre la Tessaglia una delle poche zone dell'antica Grecia in grado di schierare un gran numero di cavalieri; la cavalleria tessalica era una componente importante dell'antico esercito macedone di Filippo II e Alessandro Magno.

## Galleria d'immagini

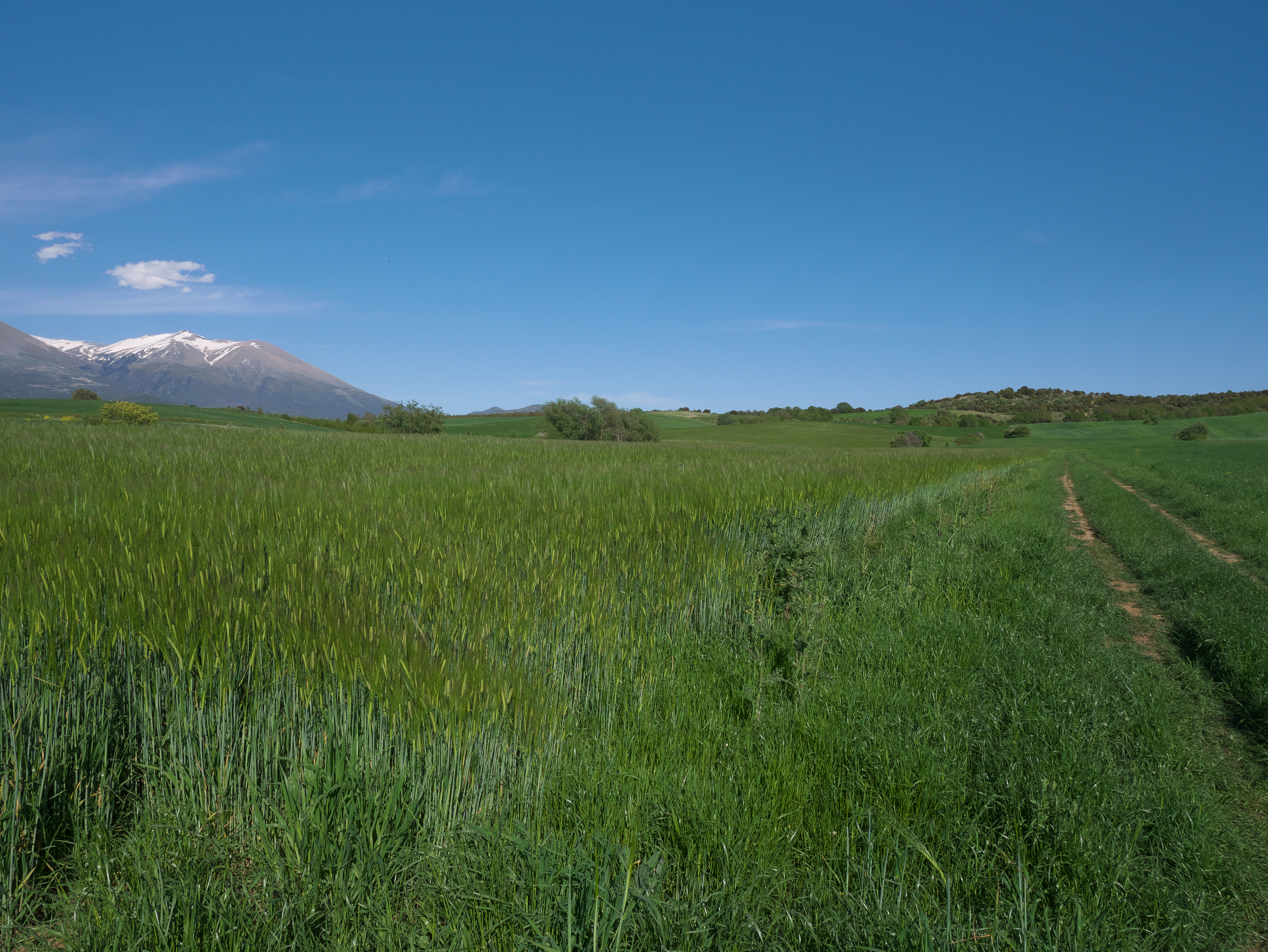
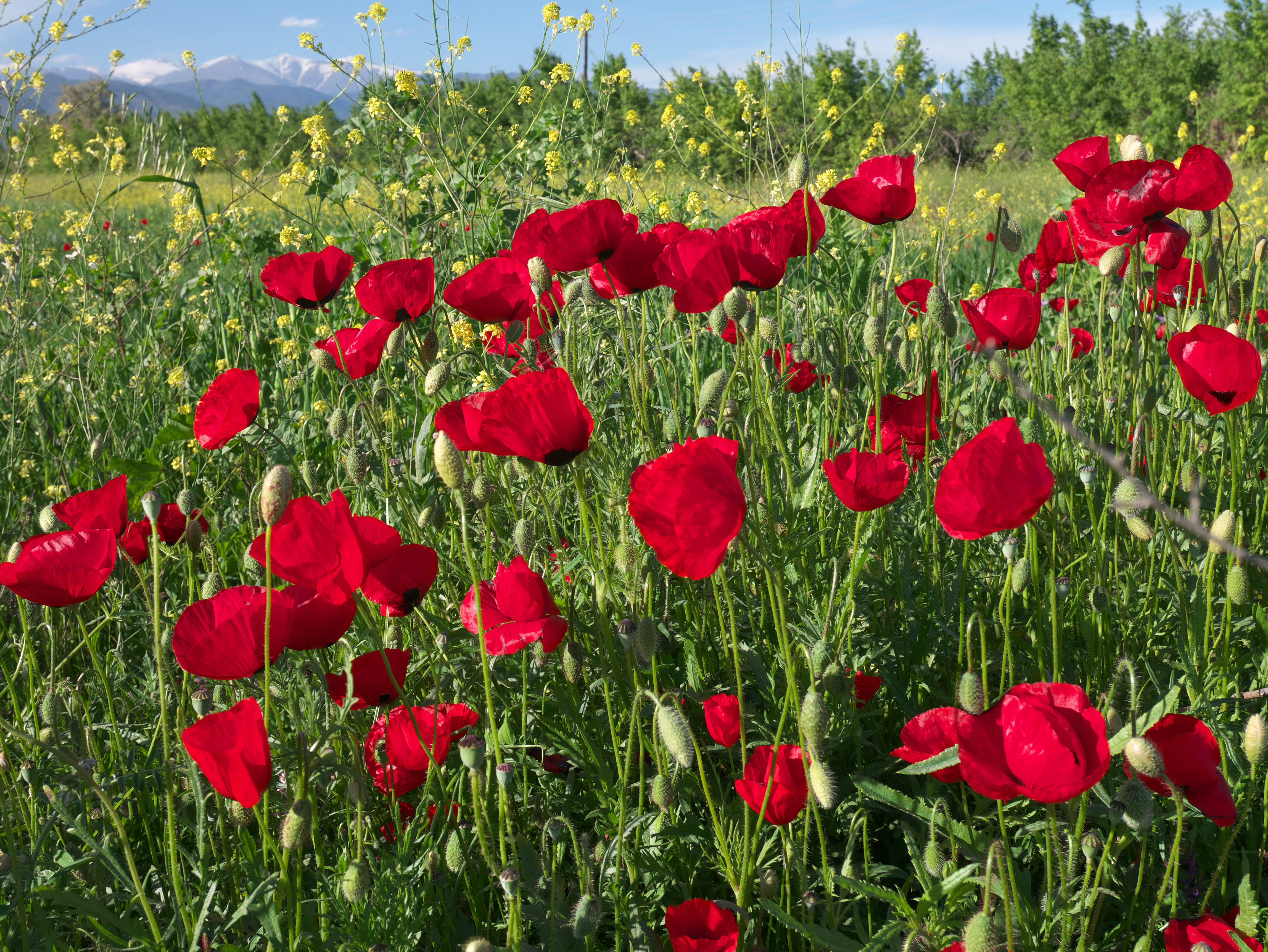
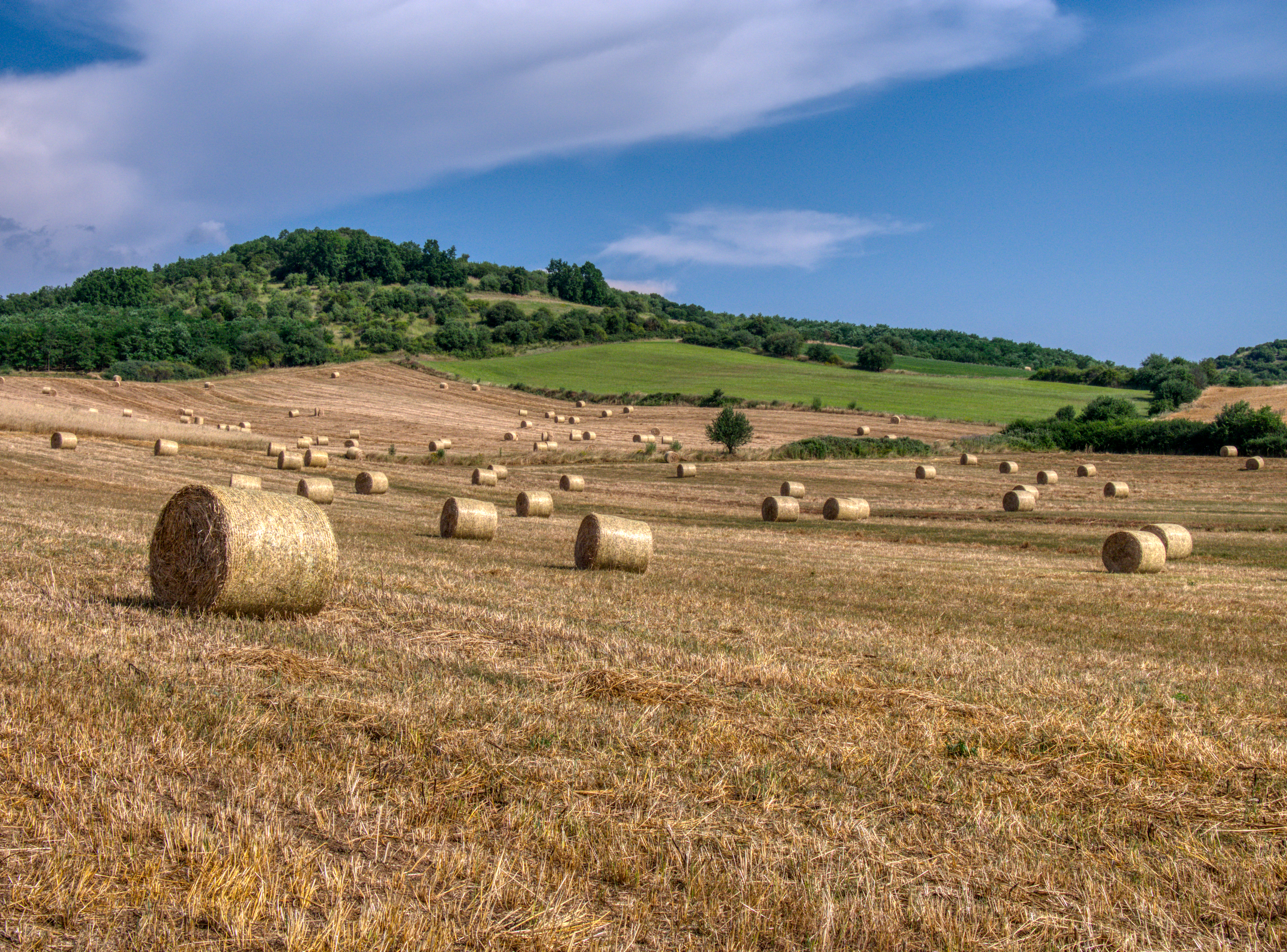
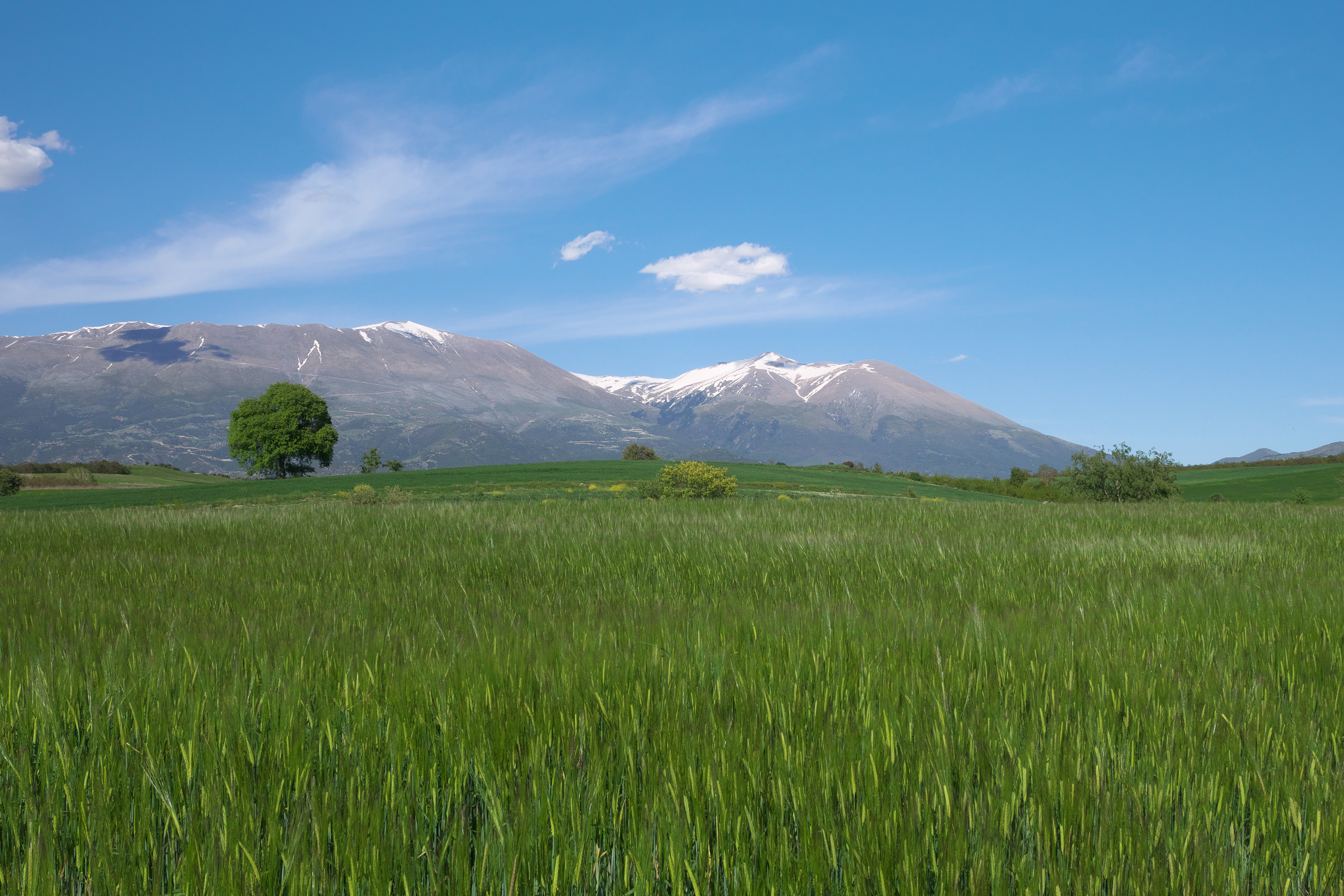